# 21956 Thangada
21956 Thangada este un asteroid din centura principală de asteroizi.

## Descriere
21956 Thangada este un asteroid din centura principală de asteroizi. A fost descoperit pe 6 noiembrie 1999 la Socorro, New Mexico, în cadrul proiectului LINEAR. Asteroidul prezintă o orbită caracterizată de o semiaxă mare de 2,77 ua, o excentricitate de 0,10 și o înclinație de 9,9° în raport cu ecliptica.